# شركة خدمات أمنية

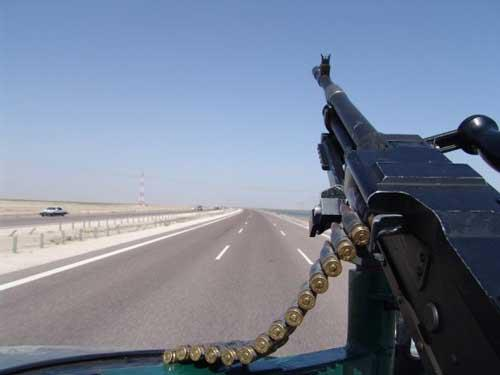
مرافقة قافلة بضائع من قبل منتسبي شركة PMC "FDG" في محافظة بابل، العراق، 2007.

شركات الأمن الخاصّة أو متعاقدو الأمن أو شركات الخدمات العسكرية الخاصة تقدم خدمات أمنية بأفراد مسلحين وغير مسلحين وخبراء لزبائنهم كمرتزقة مقابل المال، وتستقدمهم حكومات أحياناً، أو تتعاقد حكومات معهم للعمل خارج أراضيها وخارج قواتها المسلحة، بالأضافة إلى الأفراد والشركات.

## أمثلة
- جي فور إس
- بلاك ووتر (غير إسمها إلى اكاديمي)
- مجموعة فاغنر (روسيا)